# Michael Joseph Moloney
Michael Joseph Moloney CSSp (ur. 12 maja 1912 w Killaloe, zm. 31 grudnia 1991) – irlandzki duchowny rzymskokatolicki, duchacz, misjonarz, biskup bandżulski.

## Biografia
20 czerwca 1937 otrzymał święcenia prezbiteriatu i został kapłanem Zgromadzenia Ducha Świętego pod opieką Niepokalanego Serca Maryi Panny.
W 1951 papież Pius XII mianował go prefektem apostolskim Bathurstu w Gambii. 24 czerwca 1957 ten sam papież podniósł prefekturę apostolską w Bathurst w Gambii do rangi diecezji. 24 grudnia 1957 o. Moloney otrzymał nominację na jej pierwszego biskupa. 4 maja 1958 przyjął sakrę biskupią z rąk nuncjusza apostolskiego w Irlandii abpa Alberta Levame. Współkonsekratorami byli biskup Killaloe Joseph Rodgers oraz biskup pomocniczy archidiecezji dublińskiej Patrick Joseph Dunne.
Jako ojciec soborowy wziął udział w soborze watykańskim II. 9 maja 1974, wraz ze zmianą nazwy miasta i diecezji, zmienił się tytuł bpa Moloneya na biskup bandżulski. W latach 1975–1977 był przewodniczącym Międzyterytorialnej Konferencji Episkopatu Gambii i Sierra Leone. 14 listopada 1980 bp Moloney zrezygnował z kierowania diecezją.